# Corroboration (philosophie)
 (septembre 2016).
Améliorez-le ou discutez des points à vérifier. 
Le concept de corroboration fut introduit par le philosophe des sciences Karl Popper en 1934 dans La logique de la découverte scientifique ((de) Logik der forschung).
Le concept épistémologique attaché à ce mot fut introduit par Popper afin de disposer d'un terme neutre permettant d'« exprimer le degré auquel une hypothèse a résisté à des tests sévères et a ainsi fait ses preuves ».
Dans La logique de la découverte scientifique, Karl Popper stipule qu’une théorie est corroborée aussi longtemps qu’elle passe les tests avec succès. « L’évaluation qui affirme la corroboration (l’évaluation corroborante) établit certaines relations fondamentales, à savoir celles de compatibilité et d’incompatibilité. Nous interprétons l’incompatibilité comme une réfutation de la théorie ». Une théorie (scientifique ou autre) est considérée comme réfutée si un test déduit de cette théorie a pu en démontrer la fausseté à partir de certaines conditions initiales.

## Genèse du concept
Ce concept provient d'une réflexion de Popper contre ce qu'il appelle la logique inductive, qui se serait, selon lui, « développée comme une logique susceptible d'attribuer aux énoncés non seulement les deux valeurs « vérité » et « fausseté » mais encore des degrés de probabilités ».
Ce que Popper reproche à la logique inductive, c'est de proposer que les énoncés scientifiques pourraient être considérés comme tels, à la suite d'une évaluation inductive laquelle permettrait d'en vérifier de manière décisive, soit la vérité, soit la fausseté, soit encore un certain degré de probabilité mathématique. Or, Popper affirme qu'il est logiquement impossible, non seulement de vérifier de manière certaine les énoncés généraux de la science, également de les réfuter de manière décisive, sachant que des stratagèmes ad hoc peuvent toujours, selon lui, les sauver d'une réfutation, et aussi de les accepter sur la base d'une probabilité mathématique, laquelle, écrit Popper, est toujours égale à zéro face à l'infinité des cas non encore observés.
Popper en vient donc à proposer que « au lieu de débattre de la probabilité d'une hypothèse nous devrions essayer d'évaluer les tests, les épreuves, qu'elle a passés, c'est-à-dire que nous devrions essayer d'évaluer jusqu'à quel point elle a pu prouver son aptitude à survivre en résistant aux tests. Bref, nous devrions essayer d'estimer jusqu'à quel point elle a été corroborée ».

## Corroboration etRéfutation
Dans sa vision de la logique de la découverte scientifique, Karl Popper met en exergue des liens logiques entre la formulation des théories de la science et leur possibilité d'être soit réfutables, soit corroborables par des tests. Il en résulte que les deux moyens dont dispose le scientifique pour accroître son savoir est dépendant du fait qu'il est impossible, d'un point de vue méthodologique, de vérifier avec certitude les théories universelles comme celles d'une science.

### Degré de corroboration et degré deréfutabilité
Le degré de corroboration d’une théorie scientifique, qui ne peut être établi par un simple dénombrement des cas corroborant la théorie, concerne donc principalement « la sévérité des tests auxquels elle peut être, et a été, soumise ».
Popper précise dans La logique de la découverte scientifique et dans Conjectures et réfutations (Cf. Chapitre 10 de ce livre), que le degré de corroboration d'une théorie s'apparente à son « contenu logique » et son « contenu empirique ». Plus ce degré est élevé, et plus la théorie a subi de tests avec succès. Par conséquent, avec l'accroissement du degré de corroboration, s'accroît également la sous-classe des énoncés interdits par la théorie, les « réfutateurs virtuels » qui peuvent potentiellement la mettre en échec, puisque, en intégrant plus de contenu à la suite de corroborations successives, la théorie devient plus précise. Donc, plus une théorie est corroborée, plus elle est potentiellement réfutable. Et cette précision accrue implique a contrario, une information accrue sur ce que la théorie interdit. Ce sont donc les falsificateurs virtuels qui renseignent sur le contenu empirique de la théorie, les énoncés permis, eux, parce qu'ils sont déjà lus à la lumière de ce que peut potentiellement dire la théorie, ne donnent aucune information nouvelle et ne peuvent donc la mettre en échec. 
Avec l'accroissement du degré de corroboration d'une théorie, s'accroît donc aussi son degré de réfutabilité et aussi son improbabilité logique. Plus une théorie est corroborée, plus est-elle précise, donc réfutable, et donc aussi « improbable ». 
« (...) Or, comme une faible probabilité équivaut à une probabilité de réfutation élevée, il en découle que l'obtention d'un degré élevé de réfutation, d'invalidation potentielles ou d'assujettissement potentiel aux tests constitue l'un des objectifs de la science ; cet objectif n'est d'ailleurs rien d'autre, en réalité, que la recherche d'un contenu informatif élevé ».
Donc, selon Popper, lorsqu'une théorie est scientifiquement corroborée par le biais de sa mise à l'épreuve réussie face à un élément inédit qui aurait pu la mettre en échec, elle englobe, logiquement, tout le savoir acquis grâce à la formulation précédente de la théorie, c'est-à-dire sa formulation avant des tests inédits. La théorie qui vient d'être corroborée, dit logiquement plus de choses sur le monde que l'ancienne théorie, grâce au cumul d'informations qu'elle contient par rapport à la précédente. Mais, en conséquence, selon Popper, elle devient inversement plus falsifiable, (son « degré de falsifiabilité » s'accroît). 
« (...) L'on pourrait dire, (...) que si la classe des falsificateurs virtuels d'une théorie est « plus grande » que celle d'une autre, la première théorie aura plus d'occasions d'être réfutée par l'expérience ; si on la compare de cette manière à la seconde théorie, l'on pourra dire que la première est "falsifiable à un degré plus élevé". Cela signifie également qu'elle nous dit plus à propos du monde de l'expérience car elle exclut une plus grande classe d'énoncés de base. (...). On peut donc dire que la quantité d'informations empirique communiquée par une théorie, c'est-à-dire son contenu empirique, s'accroît avec son degré de falsifiabilité. »

### Corroboration et invariance des lois de la science
Popper fait observer que traditionnellement les scientifiques ont tendance à considérer que ce sont les théories qui changent pour s'adapter à la Nature qui elle ne changerait pas, posant ainsi le principe de l'immuabilité des processus naturels ou « le principe de l'uniformité de la nature ».
Cependant des changements dans l'ordre de la Nature peuvent bien se produire, comme le fait que le soleil ne se lève pas demain. Dès lors, Popper propose qu'il relève de la tâche de la science que d'expliquer de tels changements par des lois nouvellement corroborées, ce qui engage à réviser de fond en comble les lois antérieures de telle sorte que « les théories révisées devraient rendre compte non seulement de la nouvelle situation mais encore de nos expériences antérieures ».
Ceci implique à son tour que le principe de l'uniformité de la nature doit être remplacé par le postulat d'invariance des lois naturelles, posant en principe que ces lois ne doivent pas comporter d'exceptions, ce qui donne toute sa signification à la méthode qui consiste à tenter de falsifier une théorie en montrant qu'une exception reconnue par la communauté scientifique s'est bien produite, ou à les corroborer en montrant que la formulation initiale des théories leur permet quand même de résister au test d'une occurrence jugée inédite a priori.

## Intérêt du concept

### Corroboration, confirmation,validation, etvérification
L'intérêt de ce terme est de permettre, en outre, la distinction, cruciale pour Popper, avec la vérification (au sens de la vérité certaine), la confirmation, et la validation des théories. 

#### Corroboration etconfirmation[15]
En ce qui concerne la confirmation des théories générales de la science, par rapport à leur corroboration, Popper écrit que ces « théories peuvent être plus ou moins bien confirmées, ce qui veut dire qu’elles peuvent concorder plus ou moins bien avec des énoncés de base acceptés ».. Cela implique que la corroboration porte, non sur les énoncés de base acceptés avec lesquels la théorie concorde, ou ne peut être logiquement contredite, mais sur les « falsificateurs virtuels », c’est-à-dire, lorsqu’ils sont acceptés par la communauté scientifique, les énoncés singuliers de base, qui peuvent mettre en échec la théorie s'ils sont confirmés par le biais d’une « hypothèse falsifiante ».
Par conséquent, une théorie qui vient d'être corroborée à la suite d'une série de tests, n'est pas équivalente à une théorie dont on se contente de déduire les faits qui ne sont lus qu'à la lumière de ce qu'elle énonce. Par exemple, l'observation d'autres cygnes blancs ne fait que confirmer la théorie, tous les cygnes sont blancs, mais ne la corrobore pas. Cependant, la corroboration, c'est-à-dire l'échec reconnu par la communauté scientifique, d'une tentative de réfutation (ou de falsification empirique) d'une théorie, dépend du fait qu'un des falsificateurs virtuels de la théorie, n'a pu être confirmé par le biais d'une « hypothèse falsifiante ». Par exemple, si l'observation d'un cygne noir est confirmée, cela réfute la théorie, tous les cygnes sont blancs, et si elle est infirmée, la théorie est corroborée. 
Popper rappelle que Rudolf Carnap avait assimilé « degré de corroboration » avec « degré de confirmation » et que c’était une erreur, parce que, écrit Popper, Carnap utilisa « degré de confirmation » comme synonyme de « probabilité » .

#### Corroboration etvalidation
Le terme de validation d’un énoncé, s’emploie traditionnellement dans le domaine de la logique formelle. Par conséquent, ce concept ne concerne pas directement l’évaluation d’un énoncé par rapport aux faits, contrairement à la corroboration, mais seulement l’étude de sa structure logique.

#### Corroboration etvérification
Popper insiste surtout sur la différence nette entre corroboration et vérification. En effet, les théories scientifiques ayant, selon lui, toutes la forme logique d'énoncés universels au sens strict, elles demeurent donc logiquement impossibles à vérifier avec certitude, et inversement falsifiables, et, dans la plupart des cas, empiriquement falsifiables. Popper fait une différence très importante entre falsifiabilité logique et empirique, arguant du fait que son critère de démarcation entre la science et la métaphysique doit d'abord se comprendre comme un critère logique de démarcation, et in fine comme un critère méthodologique, puisque tout dépendrait en dernier ressort, des décisions méthodologiques des chercheurs pour accepter ou rejeter une falsification ou une corroboration scientifique. De ce fait, ce n'est que l'accord rationnel entre les scientifiques qui permet de trancher sur les résultats des recherches. 
Si l'on ne peut donc vérifier de manière certaine les hypothèses universelles de la science en en dénombrant les d'énoncés singuliers y apportant une confirmation inductive, ou même si l'on ne peut leur accorder foi sur la base d'un certain degré de probabilité, l'on peut par contre espérer les corroborer en leur faisant subir une série de tests successifs et dépendants les uns des autres, dont la logique consiste à tenter de réfuter ces hypothèses en les soumettant systématiquement à l’épreuve d’éléments inédits dont l'on attend qu'elles prédisent l'existence avec succès et de manière reproductible (non accidentelle).
Dans le processus d’une corroboration, il est important de percevoir que « jamais encore on n’a dû considérer qu’une théorie était falsifiée à cause de la défaillance soudaine d’une loi bien confirmée. Jamais il n’arrive que de vieilles expériences donnent de nouveaux résultats. Il arrive seulement que de nouvelles expériences décident à l’encontre d’une ancienne théorie. L’ancienne théorie, même évincée, conserve souvent sa validité comme une sorte de cas limite de la nouvelle théorie ; elle est encore applicable, du moins à un haut degré d’approximation, aux cas où elle l’était avec succès auparavant ».
Dans la logique de la science que propose Popper, l'usage du concept de corroboration permet d'éviter l'usage quelque peu problématique, selon lui, des concepts « vrai » et « faux », lequel peut donc être remplacé par des considérations logiques concernant les relations de déductibilité entre les énoncés. 
Karl Popper indique que les concepts de vrai et faux, ne sont pas des concepts empiriques, mais des concepts logiques, comme « tautologie », « contradiction », « conjonction » ou « implication ». « Ils décrivent ou évaluent un énoncé sans tenir compte d'aucun changement empirique ». Le problème que souhaite mettre en évidence Popper, est que, dans l'absolu, les termes vrai et faux sont utilisés selon leur valeur intemporelle admise et qu'ils sont peu adaptés pour s'accorder aux changements des propriétés des objets physiques. Popper explique en effet, qu'il n'est pas habituel de dire d'un énoncé qu'il était parfaitement vrai hier mais qu'il est devenu faux aujourd'hui. Donc, la différence fondamentale entre vérité [certaine] et corroboration apparaît clairement : un énoncé est corroboré ou non, selon une évaluation intemporelle, relative à « la mise en évidence d'une relation logique déterminée entre un système théorique et un certain système d'énoncés de base acceptés ».

### Corroboration et probabilité
Popper interroge également les rapports possibles entre probabilité mathématique d’une hypothèse et la corroboration. Il précise que si l’on acceptait la suggestion selon laquelle une  hypothèse elle-même est une « séquence d’énoncés », aucun moyen d’évaluation ne pourrait éviter d’en arriver à un résultat correspondant toujours à zéro de probabilité.
Popper conteste donc formellement le fait que les hypothèses puissent être des séquences d’énoncés.. Il souligne encore que les hypothèses relatives à des probabilités ne sont ni vérifiables, ni réfutables. « Elles ne sont pas vérifiables parce qu’elles sont des énoncés universels et elles ne sont pas falsifiables au sens strict parce qu’aucun énoncé de base ne peut jamais être en contradiction logique avec elles » . Par conséquent ce type d’hypothèse ne peut faire l’objet d’aucune corroboration scientifique. Toutefois, comme la corroboration ne peut s’expliquer qu’en termes d’évaluation, il n’y aurait, à cet égard seulement, pas de différence entre corroboration et probabilité..

## La corroboration: vers une évolution «quasi-inductive» de la science[28]
Bien qu'étant reconnu comme le philosophe de la connaissance et l'épistémologue ayant « tué le positivisme » par la démonstration de l'impossibilité de l'induction et de la méthode inductive comme méthode scientifique, Karl Popper imagine le résultat du processus d'accroissement du savoir scientifique comme étant « quasi-inductif ». En effet, si une théorie « bien corroborée » ne peut être remplacée que par une théorie d'un « niveau d'universalité supérieur », donc par une théorie susceptible d'être soumise à plus de tests et qui contient, en outre, l'ancienne théorie bien corroborée, alors, on peut imaginer une évolution quasi-inductive de la science en ce que les nouvelles théories corroborées par les tests, viennent, par couches successives, se déposer sur les anciennes en épaississant de la sorte le « dépôt » du Savoir.
Il en résulte aussi que « les notions qui flottaient dans de hautes régions métaphysiques peuvent être atteintes par la science en croissance, entrer en contact avec elle et se précipiter ». avec le « dépôt » déjà corroboré.
Ces dernières allégations de Popper montrent son attachement à l'idée que les sciences ont le plus souvent besoin de considérations métaphysiques (ne serait-ce que dans les engagements ontologiques de leurs programmes de recherche), lesquelles, une fois transformées en hypothèses réfutables, peuvent éventuellement concourir à l'augmentation du savoir scientifique. En cela, Popper s'opposa de façon radicale à ce que fut le projet des néo-positivistes du Cercle de Vienne voulant expurger la science de toute trace de métaphysique, mais aussi des énoncés universels au sens strict qui du fait de leur non-vérifiabilité (caractéristique identifiée aussi par Popper) étaient considérés comme « vides de sens », donc métaphysiques, et inutiles pour la Science. Dans ces conceptions se trouvaient l'une des erreurs les plus importantes du Cercle de Vienne, fondant par opposition l'un des arguments de la logique de la découverte scientifique de Karl Popper.

## Exemple général

### Méthodologie
Soit (E) l'énoncé universel au sens strict suivant :
(E) = « Tous les cygnes sont blancs ».
Nous supposerons que cet énoncé représente l'état du savoir scientifique le mieux corroboré du moment sur un objet de recherche : l'étude de la couleur des cygnes.
De cet énoncé nous pouvons déduire sa base empirique laquelle est composée de deux sous-classes d'énoncés de base :
1. La sous-classe des énoncés confirmant la théorie, que nous nommerons p.
2. La sous-classe des énoncés potentiellement contradictoires, ou que la théorie interdit, que nous nommerons non-p.

Exemple d'énoncé singulier de base appartenant à p = « il y a un cygne blanc à l'endroit k ».
Exemple d'énoncé singulier de base appartenant à non-p = « il y a un cygne non-blanc [par exemple noir] à l'endroit k ».
Problème posé : comment améliorer le pouvoir descriptif (puis explicatif et prédictif) de la théorie universelle (E) si l'on suppose une recherche portant sur l’amélioration de la connaissance scientifique sur la couleur des cygnes ?
Première méthode de recherche (inductiviste)Trouver et dénombrer d'autres cygnes blancs, dans d'autres conditions. C'est-à-dire se servir de la sous-classe des énoncés singuliers de base appartenant à p. Puis estimer que le relevé est suffisant et qu'il permet de conforter une forte probabilité mathématique à (E). Ce type de méthode est récusé par Karl Popper. Il argumente d'une part sur le fait que l'observation d'autres cygnes blancs ne permet pas d'augmenter le pouvoir descriptif de (E) sur la couleur des cygnes, en général, et, d'autre part, que la probabilité des énoncés ne peut constituer un critère de scientificité à partir duquel l'on pourrait conforter la corroboration des théories.
Deuxième méthode de recherche (hypothético-déductive)Parier sur l'hypothèse qu'il existe, sous certaines conditions, des cygnes non blancs, par exemple noirs, mais tels que ces spécimens soient reconnus et admis comme pouvant être classifiés comme étant bien des cygnes par la communauté scientifique, sur la base de connaissances scientifiques déjà corroborées et donc jugées non- problématiques (Popper). Il s'agit donc de se servir de la sous-classe des énoncés non-p. Pour Karl Popper, cette voie de recherche représente l'unique possibilité logique pour améliorer toute connaissance objective, dans tous les domaines, comme celui de la Science. Popper prône donc une unité de la méthode scientifique (Cf. « Misère de l'historicisme ».) en défendant la thèse selon  laquelle l'unique moyen d'en savoir plus, en Science, comme ailleurs, consiste toujours à rechercher des moyens inédits de mettre les théories à l'épreuve de l'expérience.
À partir de la deuxième méthode, Popper démontre qu'il faut formuler une « hypothèse falsifiante ». C'est-à-dire que les scientifiques doivent tenter de parier sur le fait que si l'on peut observer intersubjectivement de manière répétée, contrôlable, et reproductible, un cygne non blanc [qui pourrait être noir] selon des conditions initiales (des énoncés singuliers de testabilité) inédites, afin d'en confirmer l'existence, alors, la théorie (E) pourra être reconnue comme falsifiée (ou réfutée) si les scientifiques admettent après discussion, la validité de toute la procédure de falsification.
1. De ce fait, si l'hypothèse falsifiante confirme un énoncé de base appartenant à non-p, alors (E) est falsifiée, et la connaissance scientifique sur la couleur des cygnes progresse. On sait désormais que, (E') = « tous les cygnes sont blancs ou [par exemple] noirs » (La possibilité de la couleur noire était "interdite" par la théorie avant le test, donc ignorée par la Science. Mais, après les tests, on ignore encore si les cygnes peuvent être d'une autre couleur que blanc ou noir).
2. Si l'hypothèse falsifiante infirme un énoncé de base appartenant à non-p, (et s'il reste admis par la communauté scientifique, et d'après les conditions initiales de testabilité choisies), alors (E) est corroborée et la connaissance scientifique progresse également. On sait que (E) = « tous les cygnes sont blancs et [par exemple] non-noirs ». (Chose qui était inconnue avant que l'on ne soumette (E) à un test inédit, puisque portant sur la confirmation possible d'un de ses « falsificateurs virtuels », non-p (Cependant, il demeure, que les tous les cygnes sont bien blancs à l'exclusion de tout autre type de couleur  : Après les tests effectués pour mettre (E) à l'épreuve des faits, tout autre type de couleur encore non testée est toujours logiquement exclu ou interdit (K. Popper) par la formulation même de l'énoncé (E) et fait toujours partie de sa base empirique non-p ; sauf la couleur noire qui elle est désormais reconnue comme devant être effectivement admise mais exclue grâce aux résultats des tests validés), dans l'état actuel de la recherche scientifique, jusqu'à ce qu'une nouvelle expérience soit réalisée).

### Conséquences sur les pouvoirs des théories universelles au sens strict
Toute théorie universelle stricte, (à distinguer d'un énoncé universel au sens numérique), qui vient d'être corroborée augmente, selon cette logique, ses pouvoirs descriptifs, explicatifs et aussi prédictifs. 
Description
Parce qu'en intégrant des faits inédits grâce aux tests, la théorie permet de dire plus de choses sur la Nature qu'elle ne le pouvait avant d'être testée. 
Cependant, souligne Popper, une théorie ne nous renseigne que sur les faits qu'elle interdit, sur les autres, « elle ne nous dit rien » (rien qui ne puisse déjà être connu à partir de ce qu'elle énonce prima faciae avant toute mise à l'épreuve par une série de tests). 
C'est-à-dire, et comme il l'est précisé au début de cette section, seule la sous-classe des énoncés singuliers potentiellement interdits par la théorie peut communiquer une information nouvelle sur son contenu empirique parce que ces énoncés en constituent justement, les limites testables de manière expérimentale. La théorie « tous les cygnes sont blancs », interdit, a priori, l'existence de cygnes d'une toute autre couleur (non-blancs). Mais si cette théorie se trouve corroborée après une nouvelle tentative de falsification (qui échoue), alors elle permet de décrire la Nature avec plus de précision.
On ne peut donc identifier le contenu descriptif d'une théorie que si sa formulation permet d'envisager un contenant qui en constitue les limites au-delà desquelles elle court le risque d'être réfutée. Et par suite, pour reprendre Spinoza, une théorie ne peut avoir de valeur explicative si elle n'exclut prima faciae aucun fait, sachant qu'affirmer p revient à exclure toute proposition incompatible avec p. 
Selon cette logique, Karl Popper rejetait hors du champ scientifique, le marxisme et la psychanalyse parce qu'il pensait que ces doctrines ne pouvaient exclure aucun fait qui puisse les contredire. On reprochera également, et sur la base de l'épistémologie poppérienne à la sociologie de Pierre Bourdieu le même défaut, sachant que tout membre de la Société qui contestait son modèle de fonctionnement social ne se rendait pas compte lui-même qu'il en était victime, sa contestation n'étant que la confirmation du bien-fondé du système de Bourdieu. (Cf. Jeannine Verdès Leroux).
Explication
Les lois universelles de la science se veulent être, pour la grande majorité d'entre elles, des lois causales, c'est-à-dire des lois dotées d'un certain déterminisme. Popper estime que la recherche de ce type de lois causales de plus en plus précises est indispensable pour toute science empirique en s'insurgeant contre une certaine métaphysique indéterministe qui voudrait rendre vain la recherche de ce type de lois. 
Mais Popper plaide pour l'indéterminisme (Cf. « L'univers irrésolu, plaidoyer pour l'indéterminisme ») contre la version la plus extrémiste du déterminisme, qu'il nomme « déterminisme scientifique », et dont les pouvoirs outrepasseraient les possibilités de tout projet scientifique. Car, selon lui, certes, il faut une idée de la Vérité certaine pour continuer les recherches, mais cette idée-là ne pourra jamais être atteinte car aucun projet de description d'un phénomène de la Nature ne pourra être bâti sur la base d'un calcul aussi précis que l'on voudrait des mesures possibles à partir desquelles calculer n'importe quel degré de précision dans les conditions initiales de la prédiction d'un tel projet (Karl Popper décrit ici, ce qu'il nomme « le principe de responsabilité renforcé »). 
En conséquence, aucune loi corroborée ne peut l'être avec certitude et donc répondre à un déterminisme absolu, et la connaissance humaine ne permet jamais de calculer avec suffisamment de précision les mesures des conditions initiales de tout projet scientifique pour prédire avec exactitude qu'elle sera le degré futur de corroboration d'une théorie scientifique (c'est sur la base de cette critique fondamentale des possibilités du déterminisme scientifique, que Popper fonde sa réflexion éthique et politique contre le totalitarisme via une critique de l'historicisme, doctrine fondatrice, selon lui, des grandes prophéties socio-historiques et des utopies totalitaires. Cf. « La société ouverte et ses ennemis » et « Misère de l'historicisme »). Les explications causales fournies par la corroboration d'une loi sont donc toujours incomplètes et doivent même être fausses par comparaison avec la Vérité certaine.
Prédiction
Plus le degré de corroboration d'une théorie s'accroît à la suite des tests successifs, plus s'accroît également son contenu informatif sur la Nature. La théorie court donc de plus en plus le risque de pouvoir être réfutée par l'expérience, puisqu'en augmentant son contenu elle augmente aussi sa précision et donc la classe de ses énoncés interdits ou falsificateurs virtuels. Donc, une théorie (A) dotée d'un plus fort degré de corroboration qu'une théorie (B) permettra de prédire plus de faits lus à partir de la sous-classe des nouveaux énoncés singuliers qui la confirment et aussi d'envisager plus de tests à partir de la sous-classe de ses énoncés interdits.

## Conclusion
La conclusion de ces options méthodologiques de recherche est que les confirmations d’une théorie universelle, aussi nombreuses et rigoureusement étudiées soient-elles ne peuvent, en toute logique, apporter aucune information supplémentaire sur ce qu’il est permis de décrire, expliquer ou prédire, à partir de la formulation initiale de la théorie que l’on cherche à évaluer. 
Les confirmations ne sont donc, selon Popper, d’aucune utilité pour faire progresser le contenu empirique et logique des théories scientifiques, seuls les éléments logiquement interdits a priori par la théorie sont intéressants. 
Mais ces éléments doivent être testés sur la base de conditions initiales, elles aussi, inédites, et toujours déductibles des précédents tests déjà effectués et reconnus comme valides par la communauté scientifique. 
En conséquence, la méthode scientifique revient toujours à tenter de réfuter une théorie, même si les scientifiques espèrent dans la plupart des cas, que les tests aboutiront à des corroborations, bien que dans les deux cas, réfutation ou corroboration, le savoir scientifique s’en trouve toujours significativement amélioré si l’on a pu contrôler que les conditions de mise à l’épreuve d’un énoncé scientifique étaient bien novatrices et inscrites dans une tradition de recherche puis considérées comme suffisamment non-problématiques pour rendre possible la construction de nouveaux tests.